# Succes (film)
Succes is een korte film uit 2008 die is geproduceerd door IDTV Film in het kader van Kort! 8. 

## Verhaal
Jos is zenuwachtig voor de presentatie die hij moet houden. Als hij zijn presentatie succesvol afsluit, besluit hij dit te gaan vieren. Dan blijkt zijn succes van korte duur.